# Agelenopsis pennsylvanica
Agelenopsis pennsylvanica là một loài nhện trong họ Agelenidae.
Loài này thuộc chi Agelenopsis. Agelenopsis pennsylvanica được Carl Ludwig Koch miêu tả năm 1843.

## Hình ảnh

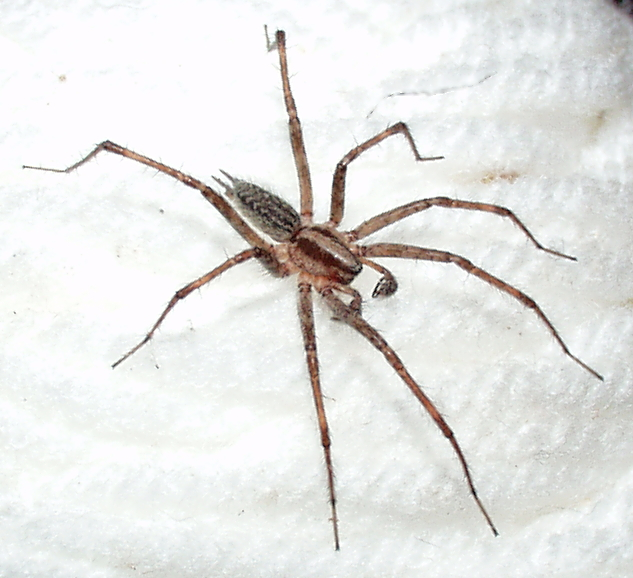
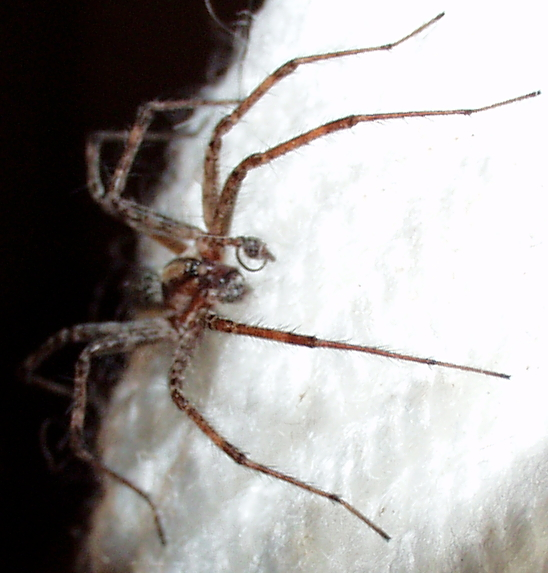
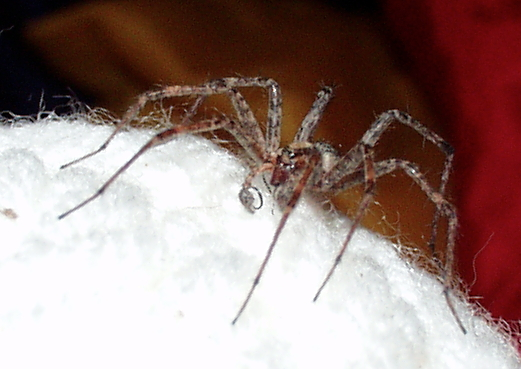
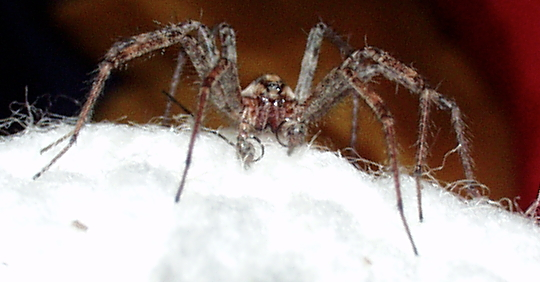